# ヴォンゴレ

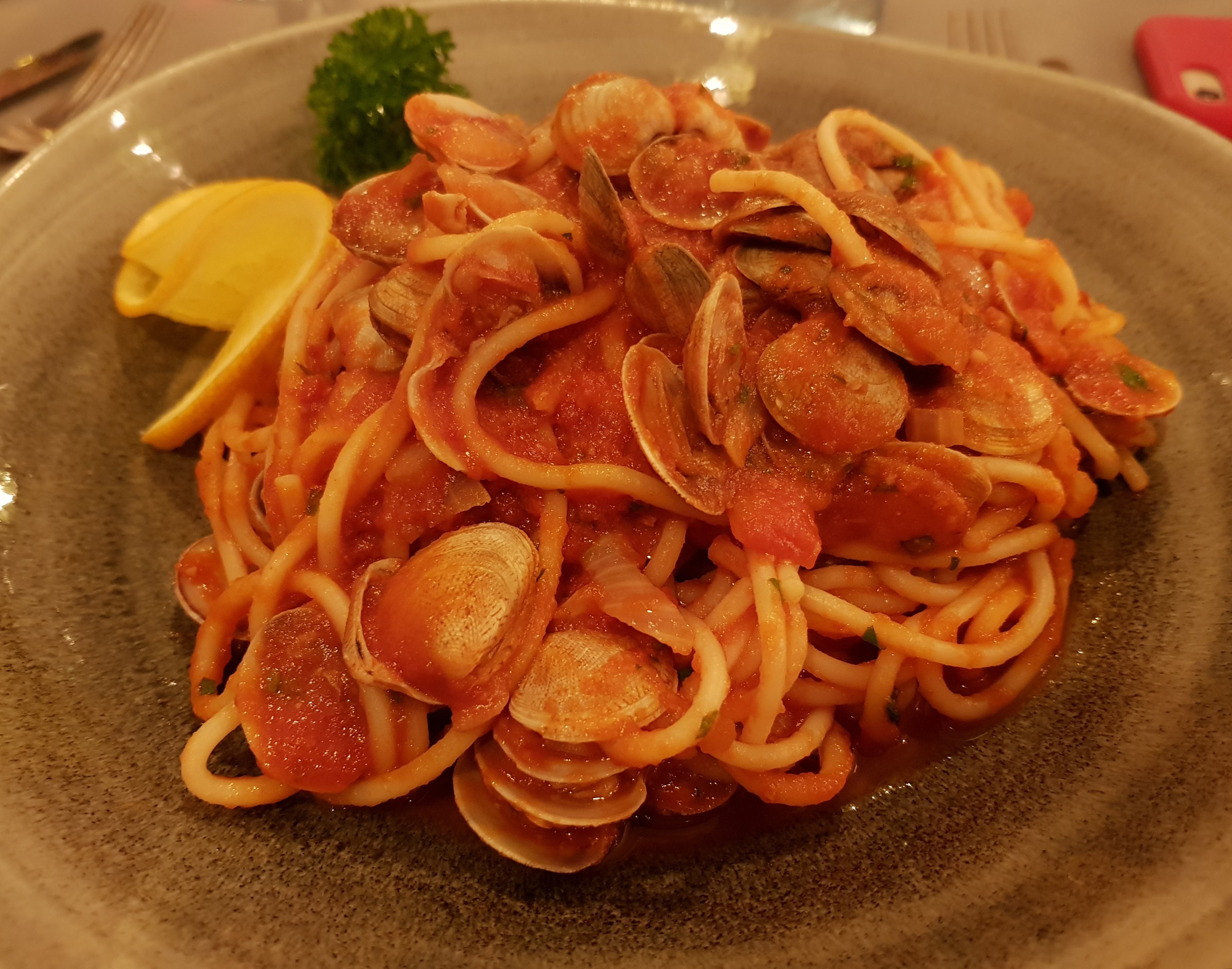
ヴォンゴレ・ロッソ

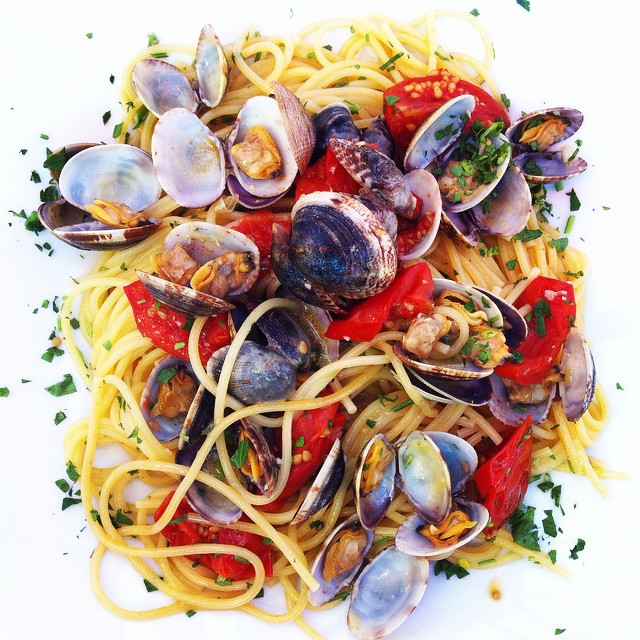
トマトを潰していない中間的な物

ヴォンゴレ（伊: vongole、ボンゴレとも）は、アサリなどの二枚貝を使ったイタリアのカンパニア州・ナポリのパスタ料理である。
イタリア語の vongole は、本来はアサリ類・ハマグリ類などのマルスダレガイ科の二枚貝を指すヴォンゴラ（vongola）の複数形で、料理のことはイタリアでは spaghetti alle vongole（スパゲッティ・アッレ・ヴォンゴレ）などとよぶ。スパゲッティ以外にもヴェルミチェッリやリングイーネなどのロングパスタが使われる。
ナポリ地域ではトマトソースのスパゲッティに次いで二番目に人気があるパスタ料理である。

## 種類
イタリアでは地中海産のvongole veraci（真のアサリ）と呼ばれるヨーロッパアサリ（Venerupis decussata）が好まれる。Tellina（テリーナ）と呼ばれるナミノコガイ(Donax trunculus)やガリアハマグリ（Chamelea gallina）なども使用されるが、近年では日本から移入されたアサリも多く利用され、日本でもアサリを用いるのが一般的である。どの貝を使うかによって貝から染み出る水分の量が変わり味に影響する。
基本のヴォンゴレ・ビアンコ（ビアンコ＝白）とトマトかトマトソースを加えたヴォンゴレ・ロッソ（ロッソ＝赤）がある。クリームを使ったものはイタリアには無くアメリカ風アレンジとみなされる。基本的にアラビアータのようにトマトピューレ等は使わず、フレッシュもしくは缶詰のトマトで作られる。ペスト・ジェノヴェーゼなどのバジリコを使った「ヴォンゴレ・ヴェルデ」（ヴェルデ＝緑）やイカスミを使った「ヴォンゴレ・ネロ」（ネロ＝黒）を供する店も出てきている。
なお、アサリ類の代わりにムラサキイガイ（ムール貝、イタリア語ではコッツェ〈cozze〉）を使用することも多くあり、アサリ類と混ぜることもある。この場合ヴォンゴレとは言わずに「海の幸（フルッティ・ディ・マーレ〈frutti di mare〉）」と呼ぶ習わしである。イタリアでは総じてムラサキイガイよりもアサリ類の方が高価として扱われる。
マルケ州マチェラータ県ポルト・レカナーティの地域ではローズマリーを加えることがあるが、そのバリェーションを好ましく思わないイタリアの他地域の者もいる。